# 조토의 종탑

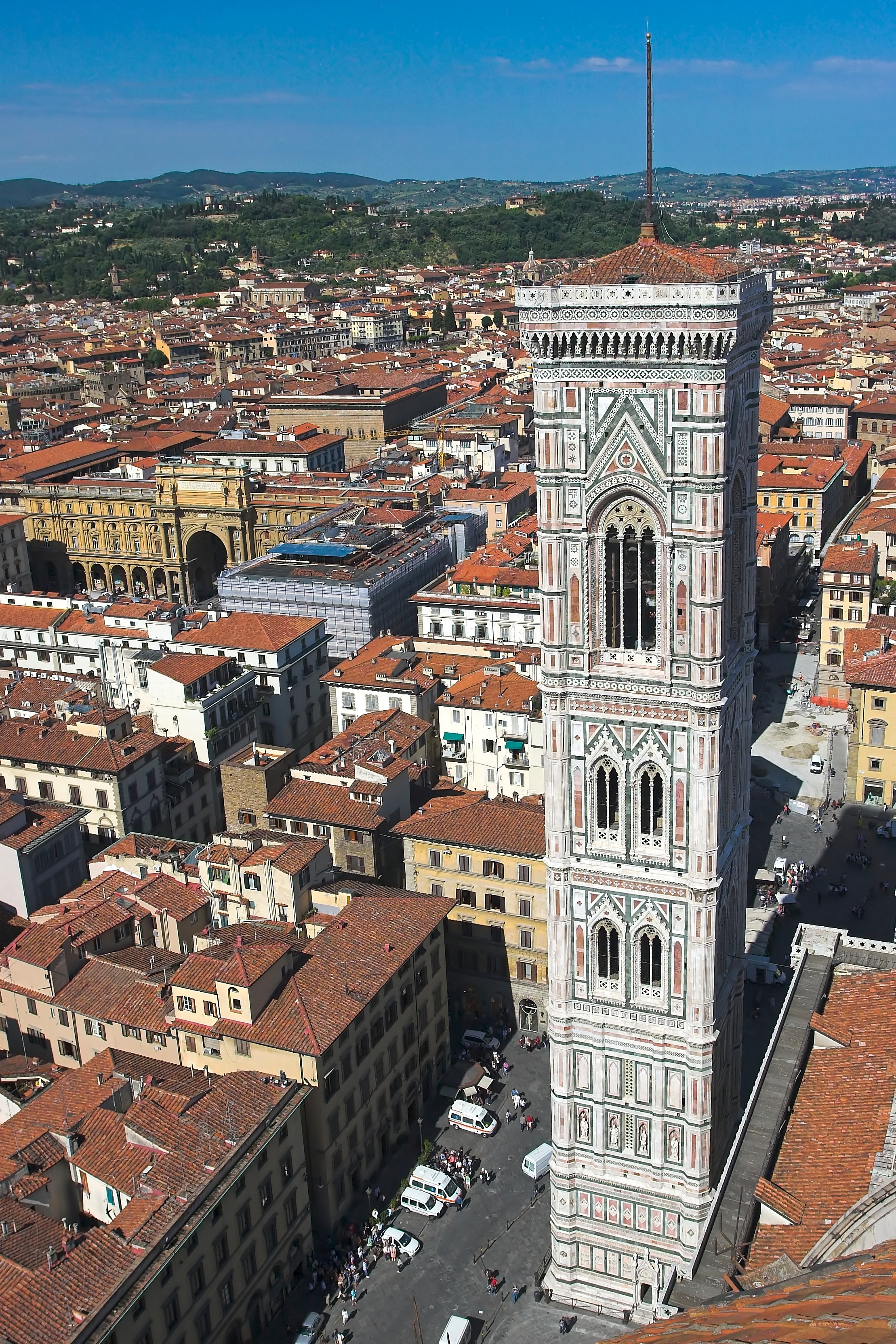
조토의 종탑

조토의 종탑(이탈리아어: Campanile di Giotto)은 이탈리아 피렌체에 있는 종탑이다. 조토 디 본도네가 설계하였다. 1334년 제작을 시작하여 조토가 죽은 후 제자 안드레아 피사노와 탈렌티가 1359년에 완성했다. 높이는 약 85m이다.

## 역사

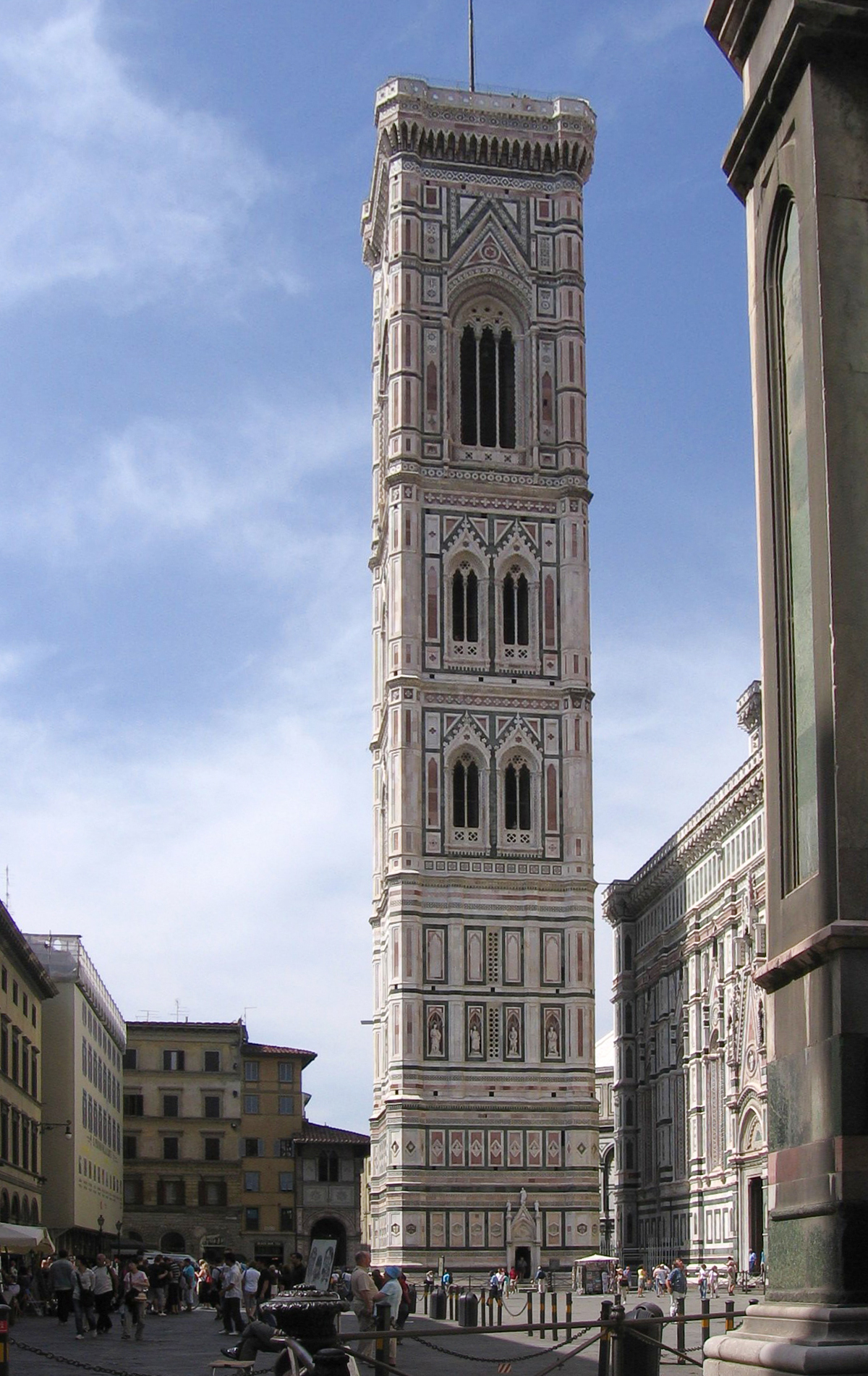
동쪽에서 바라본 종탑

피렌체 대성당의 공사 책임자였던 아르놀포 디 캄비오가 1302년에 사망하고 30여년간 공사가 중단된 뒤, 1334년 유명 화가였던 조토 디 본도네가 그 후계자로 임명되었다. 임명 당시 조토는 67세였다. 조토는 대성당의 종탑 (캄파닐레) 설계와 건설에 온 힘을 다했다. 이를 통해 탁월한 건축가가 될 수 있었는데, 여기에는 13세기 초부터 건축 설계자들의 독보적 지위가 일반적인 공예가보다 높아진 것도 한몫했다. 1334년 7월 19일 종탑의 초석이 깔리면서 본격적인 공사가 시작되었다. 조토의 설계안은 아르놀포 디 캄비오가 대성당에 적용한 폴리크롬 (polychrome, 다채색) 기법을 그대로 따라가, 종탑이 '채색'된 것처럼 보이게 만들었다. 또 설계할 때 직선만으로 드로잉하기보단 명암법으로 여러 시점에서 본 모습을 그려냈다. 그리고 선조세공으로 된 고딕 건축물 골조가 아닌 기하학 무늬로 된 색조 대리석을 겉에 두르도록 했다.

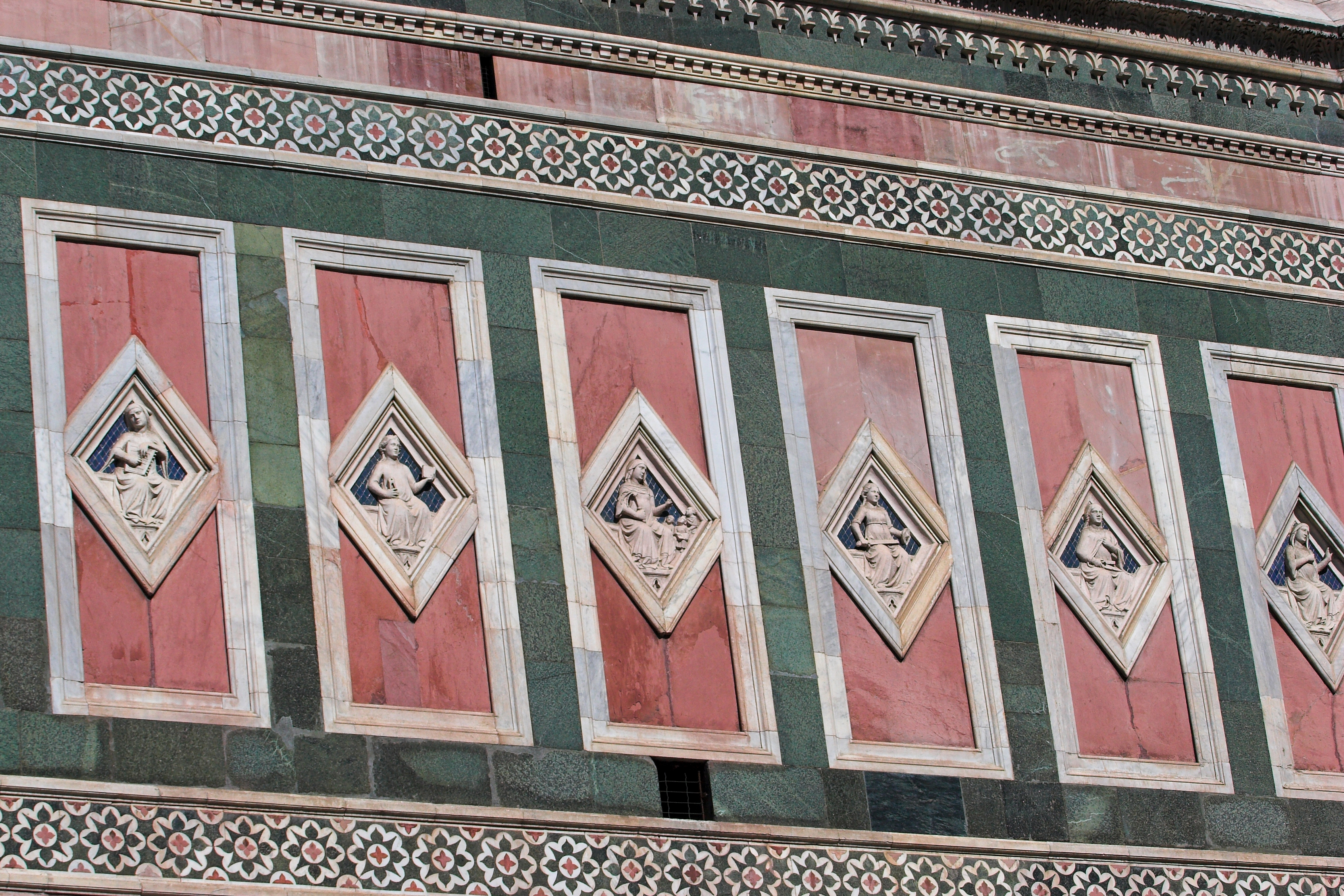
북쪽 방면의 다이아몬드형 장식들

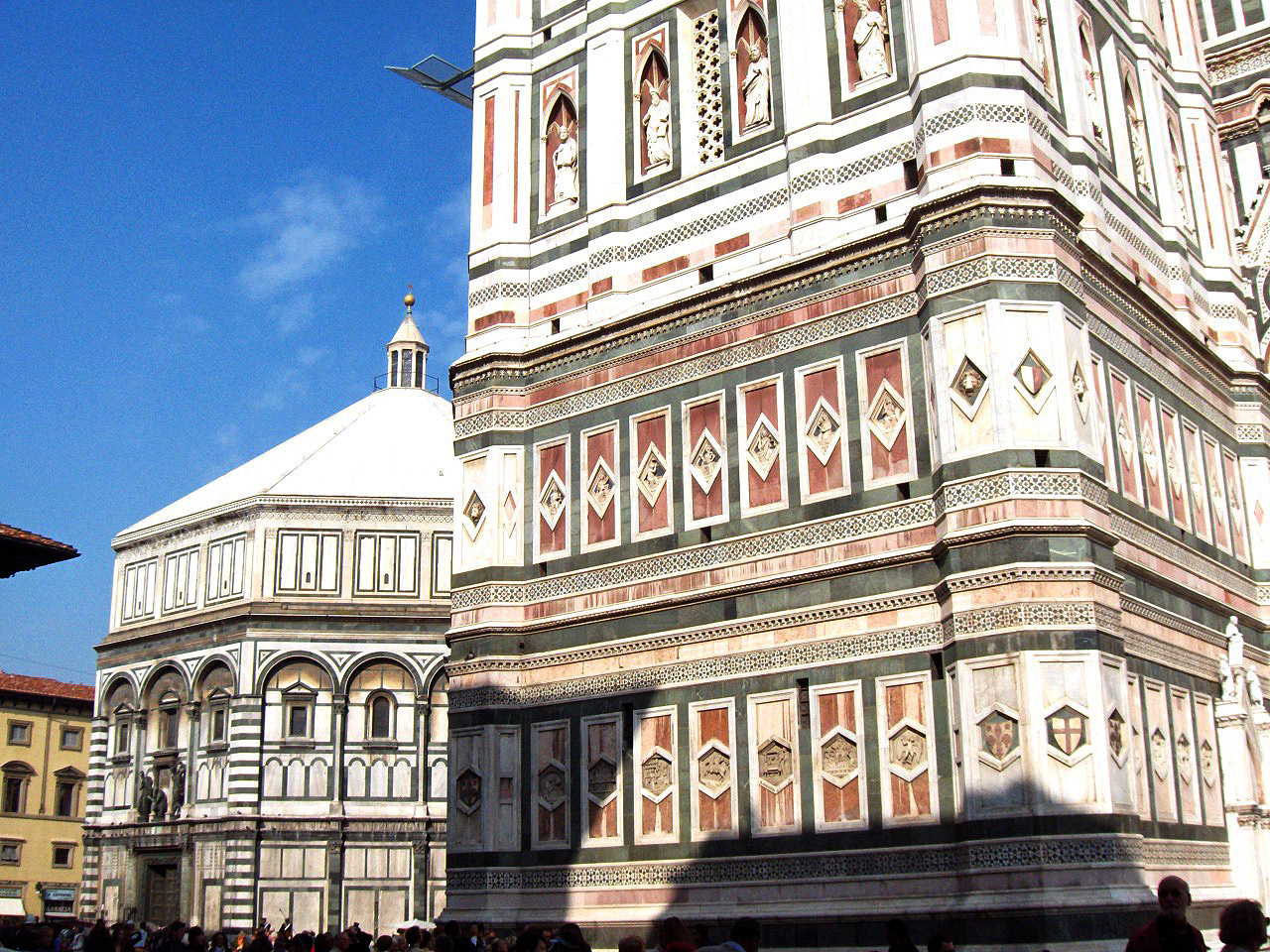
하층부의 육각형 장식, 다이아몬드형 장식, 조각상

1337년 조토가 사망했을 때 종탑은 하층부 대리석 외벽만 완성된 상태였다. 기하학 무늬로 배열 대리석 중에서 흰색은 카라라에서, 녹색은 프라토에서, 붉은색은 시에나에서 공수해 쌓았다. 하층부의 세 면은 저부조 (얕은 돋을새김)로 된 육각판들이 한 면당 일곱 개씩 장식되어 있었다. 1348년 출입문을 넓히면서 두 개 판이 비어있던 북쪽 면으로 옮겨 걸리게 되었고, 1437년에 와서 루카 델라 로비아가 나머지 다섯 개를 더 제작하여 채웠다. 석판의 개수인 '7'은 성경에서 특별한 의미를 지니는데 인간의 완전성을 상징한다. 이 석판을 만든 장본인은 특정하기가 어려운데 몇 개는 조토가 직접 만들었고 다른 석판은 안드레아 피사노 (내지는 피사노의 공방)에서 만들어져 뒤섞여 있기 때문이다.
이 종탑으로 조토는 피렌체 대성당의 돔을 만든 브루넬레스키, <건축에 관하여> ('De re aedificatoria', 1450년)를 쓴 알베르티와 함께 이탈리아 르네상스 건축 부흥의 아버지가 되었다.
조토가 죽고 1343년 안드레아 피사노가 공사 책임자로 임명되었다. 피사노는 이미 피렌체 세례당의 남쪽 문을 작업하여 그 명성이 자자했다. 피사노는 조토의 설계안을 그대로 따르면서 종탑 공사를 계속했다. 조토가 지어놓은 하층부 위에 두번째 띠벽을 둘렀는데 이번에는 사각판들로 꾸며 놓았다. 그 위에 두 층을 더 올리고 그 두 층의 각 측면마다 네 개씩 벽감을 파냈다. 다만 두번째 열은 비워 두었다. 1348년부터는 흑사병이 대창궐하면서 공사가 중단됐다.
피사노의 자리는 프란체스코 탈렌티가 이어받았다. 그는 위쪽 세 층을 쌓아 커다란 창을 내는 공사를 진행했고 1395년에 종탑을 완성시켰다. 피사노는 조토가 설계안에 넣었던 첨탑을 올리지 않았기 때문에 원래의 높이였던 122m에서 84.7m로 낮아지게 되었다. 계단 414개를 걸어오르면 도달하는 종탑 꼭대기에서는 피렌체의 숨막히는 전경과 그를 둘러싼 언덕들을 감상할 수 있다.

## 예술작품
현재 종탑에 설치되어 있는 예술 작품들은 전부 복제품이다. 원본은 1965년~1967년에 대성당 뒤편에 있는 두오모 오페라 박물관으로 옮겨졌고 지금까지 그 자리에 있다.

## 대중문화에서의 등장
조토의 종탑은 <어쌔신 크리드 2>의 피렌체 맵에서 실제 피렌체의 여러 건축물과 함께 풍경 중 하나로 등장한다.
댄 브라운의 소설 <인페르노>에서도 언급된다.